# BMW M5
BMW M5 - спортивна версія автомобілів BMW п'ятої серії. Виробляється дочірною компанією BMW M. Перше покоління було представлено в 1984 році. 
Існують такі покоління М5:
- BMW М5 E28 (1984—1988)
- BMW М5 E34 (1989—1995)
- BMW М5 E39 (1998—2003)
- BMW М5 E60/E61 (2005—2010)
- BMW М5 F10 (2010—2016)
- BMW М5 F90 (2017—2023)
- BMW М5 G90/G99 (2024—наш час)

## E28 M5 (1984-1988)

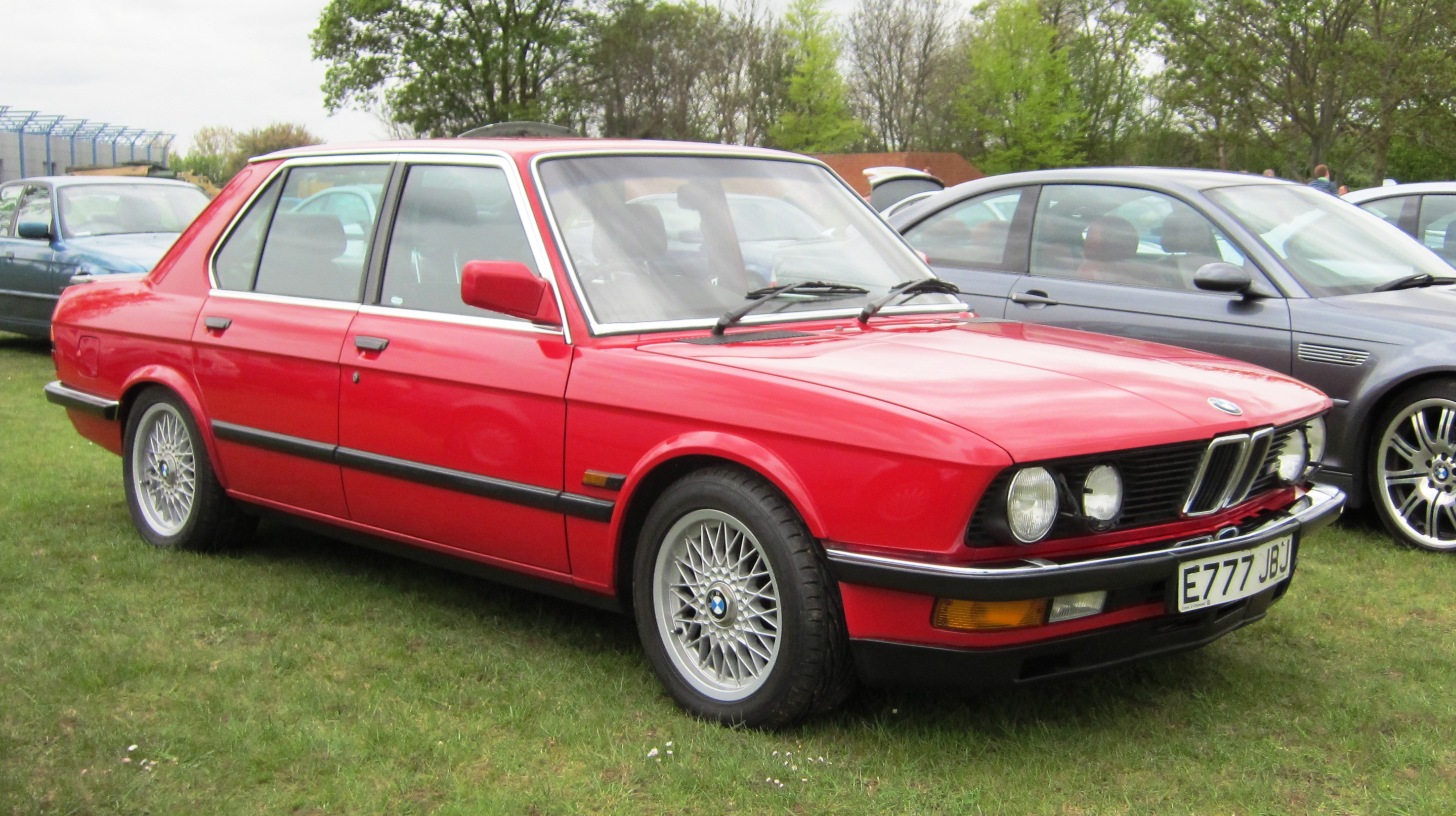
BMW М5 E28 (1984—1988)

Перший M5, основою для якого став BMW 5 серії в кузові E28, був вперше представлений в лютому 1984 року на автосалоні в Амстердамі. Зберігаючи всі переваги седана, M5 був спортивним автомобілем. M5 E28 збирався вручну і на момент виробництва був найшвидшим серійним седаном. Під кузовом довжиною 4620 мм і шириною 1699 мм ховалися рядний шестициліндровий двигун M88/3 робочим об'ємом 3,5 л (286 к.с.), п'ятиступінчаста механічна КПП і повністю незалежна підвіска. Седан масою 1550 кг розганявся до сотні за 6,1 с і розвивав понад 250 км/год. До 1988 року всього було зроблено 2200 машин.

### Двигуни
- 3.5 L M88/3 I6 286 к.с. 340 Нм
- 3.5 L S38B35 I6 256 к.с. 329 Нм (США)

## E34 M5 (1989-1995)

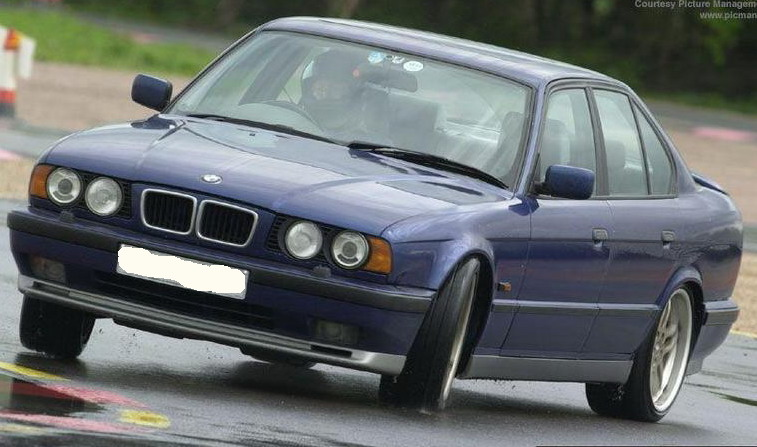
BMW М5 E34 (1989—1995)

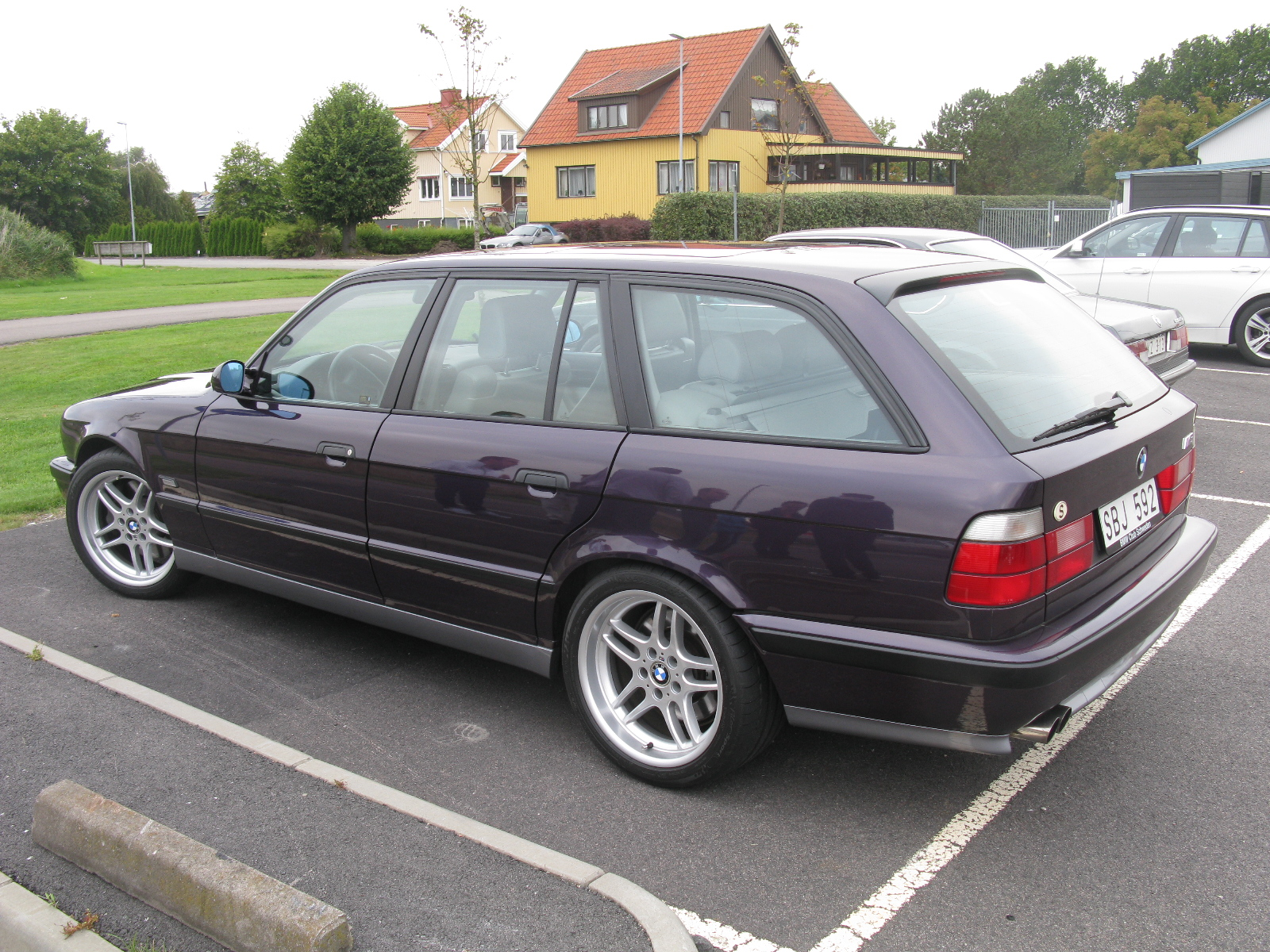
BMW M5 Touring E34

У 1988 році з конвеєра заводу в Гархінзі зійшли перші M5 другого покоління (серія E34). Перші роки випускався тільки седан з рядним шестициліндровим двигуном 3,6 л і п'ятиступінчастою механічною коробкою передач. Довжина авто становила 4719 мм, а споряджена маса зросла до 1670 кг. Бензиновий двигун розвивав потужність 315 сил і 360 Нм. У 1991 році двигун серйозно модернізували: робочий об'єм додав 200 см3, а віддача підскочила до 340 к.с. і 400 Нм. Також в останній рік випуску в пару до оновленого двигуна можна було отримати шестиступінчасту механічну КПП, з якою автомобіль розганявся до сотні за 6,3 с. У 1992 році в ряду модифікацій з'явився універсал BMW M5 Touring. Німці навіть експериментували з M5-кабріолетом, але далі концепт-кара справа не пішла. Випуск M5 серії E34 припинився в 1995 році. За сім років світ побачив 12 тисяч M5 другої генерації. 

### Двигуни
- 3.5 L S38B36 I6 315 к.с. 360 Нм
- 3.8 L S38B38 I6 340 к.с. 400 Нм

## E39 M5 (1998-2003)

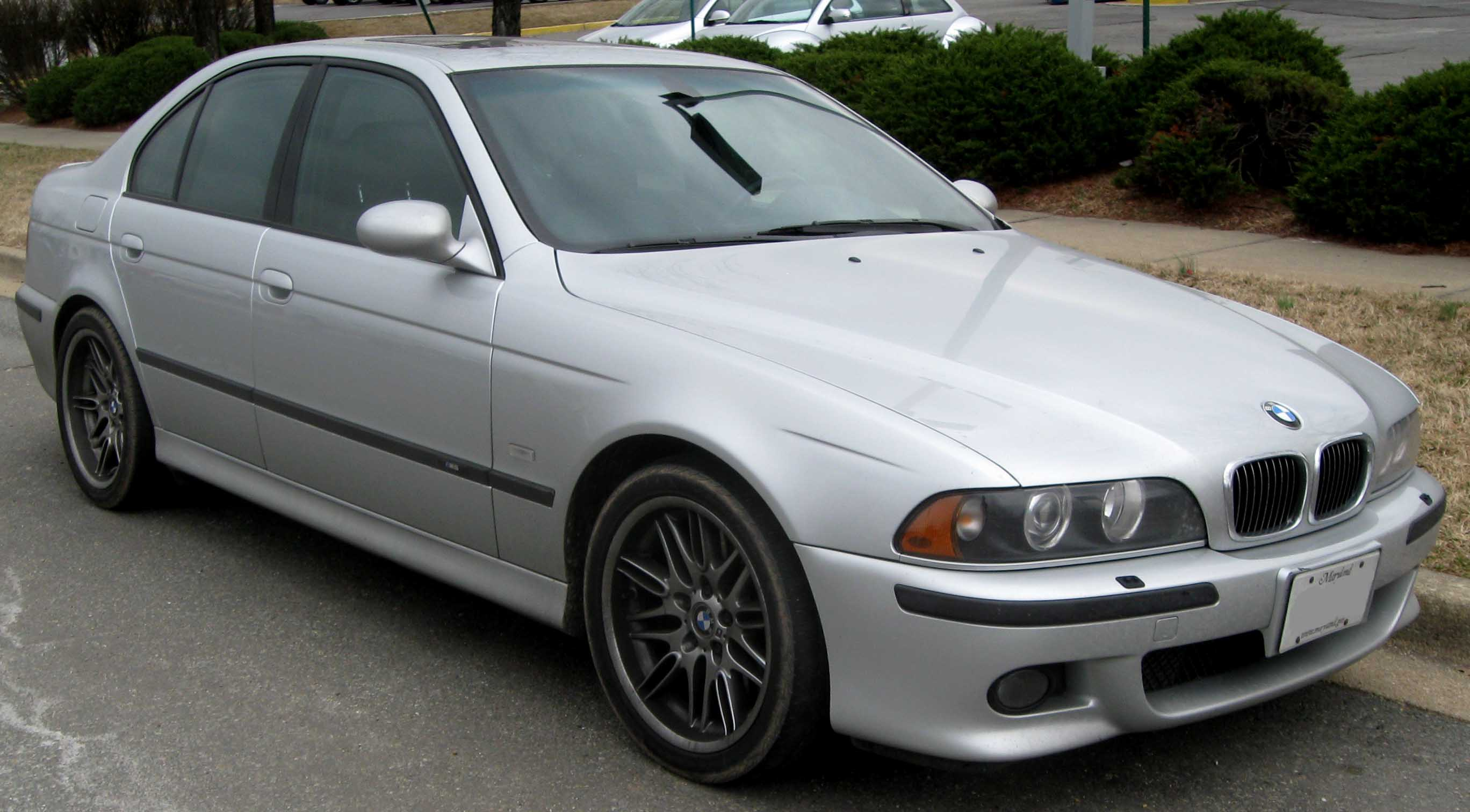
BMW М5 E39 (1998—2003)

У наступній моделі BMW M5 (E39) в гамі версій знову залишився один седан. Автомобіль округлився, подовжився до 4781 мм і поважчав аж до 1795 кг. Збільшилися габарити, розширене статусне оснащення, але головне - двигун. «Шістка» відійшла в минуле, а її місце зайняла нова атмосферна «вісімка» S62B50 робочим об'ємом 4,9 л. Алюмінієвий двигун, оснащений фазообертачами Double-VANOS на впуску і випуску, видавав 400 сил і 500 Нм, трудився в тандемі з шестиступінчастою КП Getrag і розганяв седан до 100 км/год за 5,3 с. Підвіска: Спереду - стійки McPherson, ззаду - багатоважільна конструкція. Ведуча задня вісь була оснащена диференціалом з 25-процентним ступенем блокування. Автомобіль, споживає в змішаному циклі 13,9 л бензину на 100 км, виготовлявся на заводі в Дінгольфінгде (Німеччина) з 1998 по 2003 рік, а тираж склав 20 000 машин.

### Двигун
- 5.0 L S62B50 V8 400 к.с. 500 Нм

## E60/E61 M5 (2005-2010)

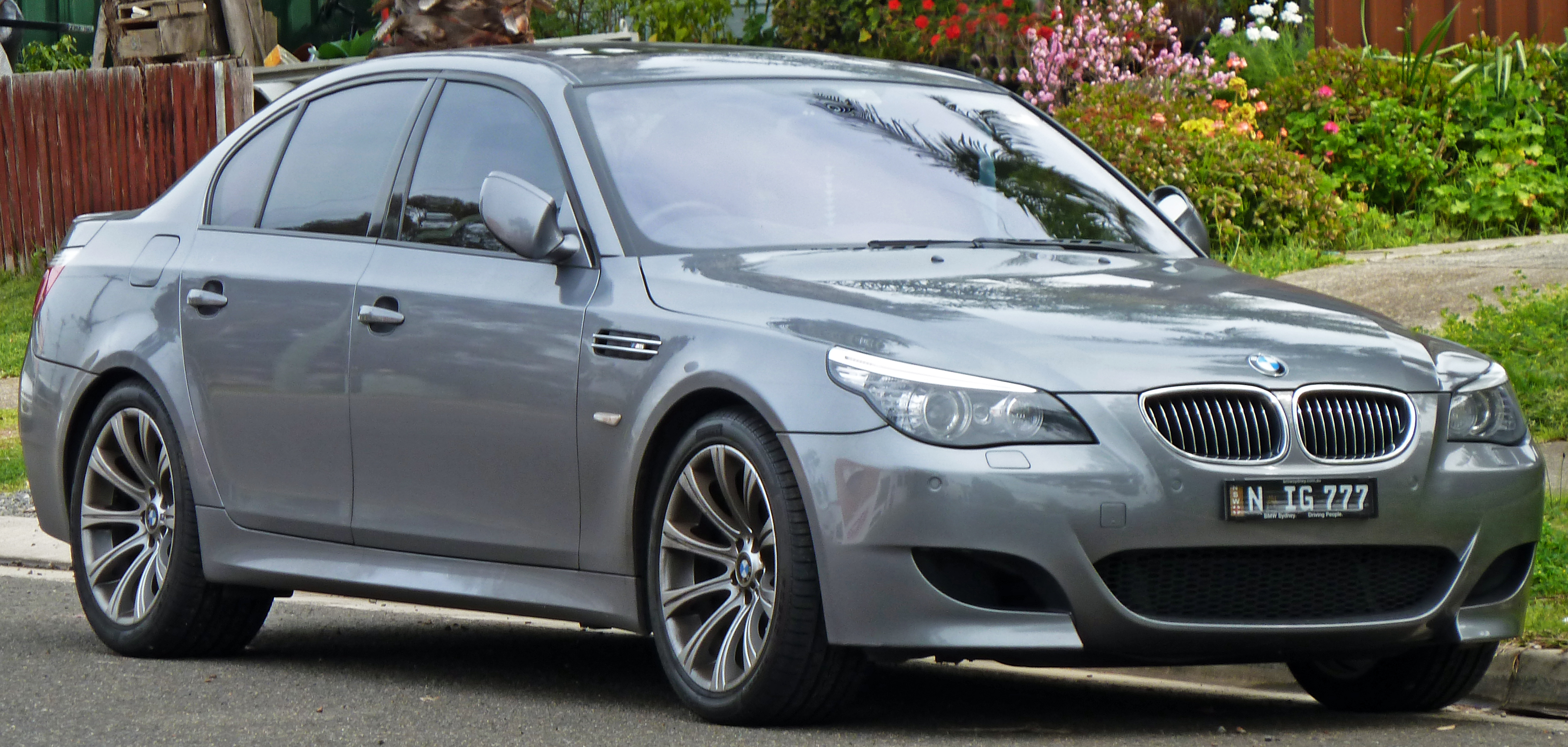
BMW М5 E60 (2005—2010)

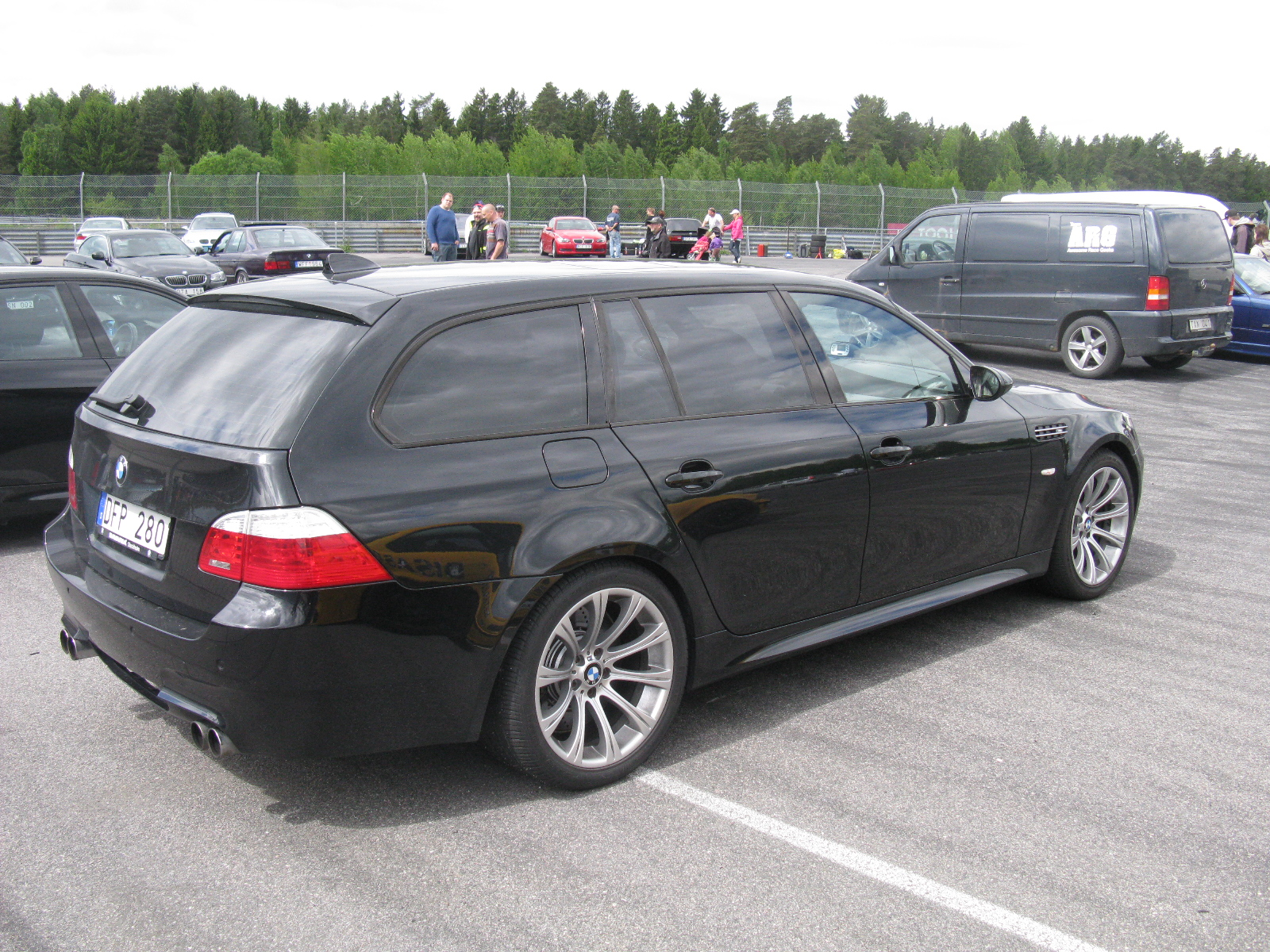
BMW М5 Touring E61 (2007—2010)

E60 M5 з кузовом седан був представлений в 2005 році з новим бензиновим двигуном V10 об'ємом 4999 см3 потужністю 373 кВт (507 к.с.) при 7750 об/хв і крутним моментом 520 Нм при 6100 об/хв. Двигун на цій моделі S85B50 з 2005 по 2008 роки удостоювався звання кращого двигуна року. Автомобіль комплектувався 7-ступеневою роботизованою КПП та 6-ступеневою МКПП (для ринку США). Розгін від 0 до 100 км/год складає 4,7 с, а від 0 до 200 км/год - 13,9 с, максимальна швидкість становить 250 км/год (обмежена екектронікою).
Універсал E61 M5 був представлений в 2007 році з тим самим двигуном, що й на седані.
Всього виготовлено 19,523 седанів E60 M5 і 1,025 універсалів E61 M5.

### Двигун
- 5.0 L S85B50 V10 507 к.с. 520 Нм

## F10 M5 (2011-2016)

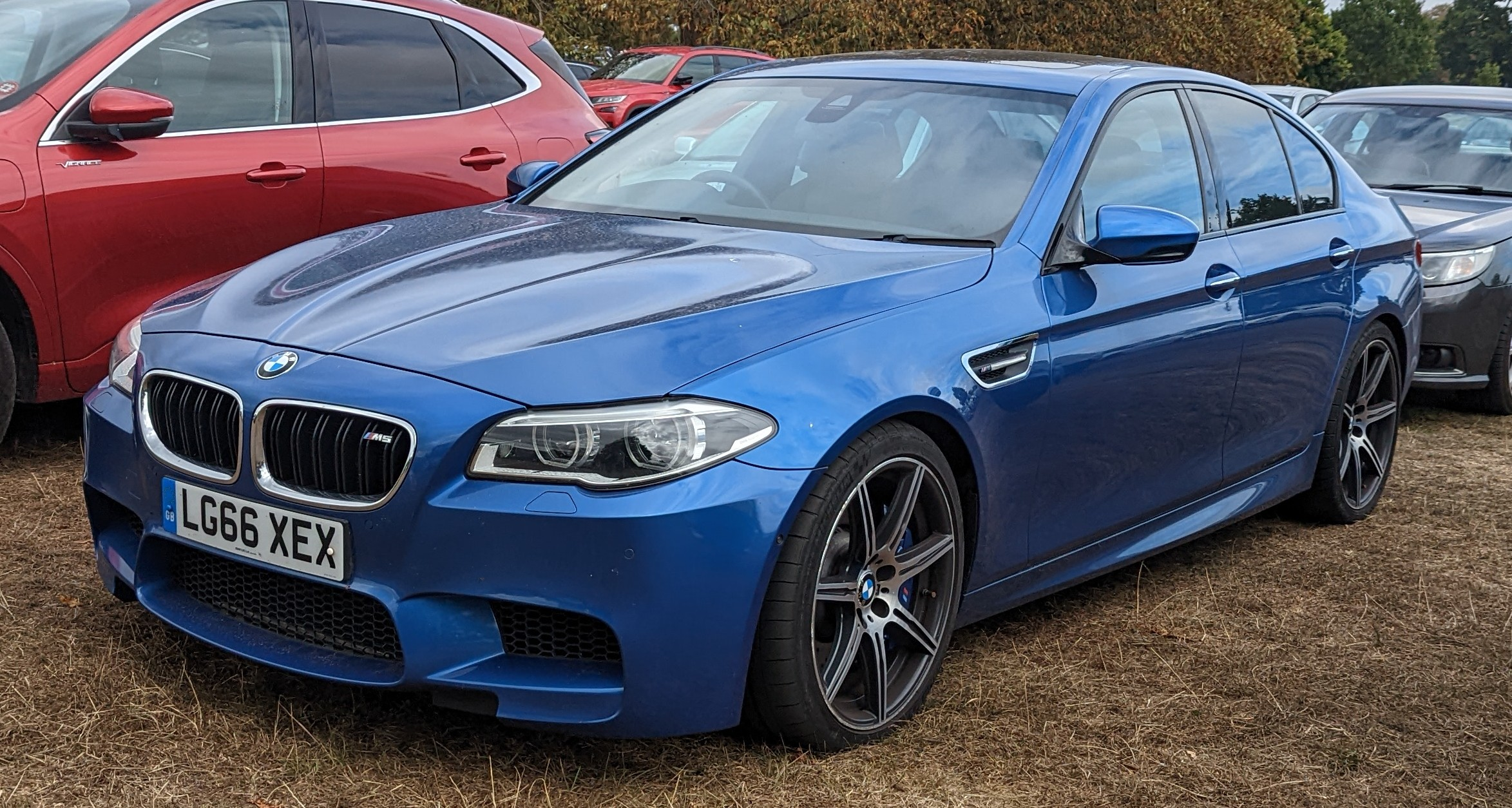
BMW M5 F10

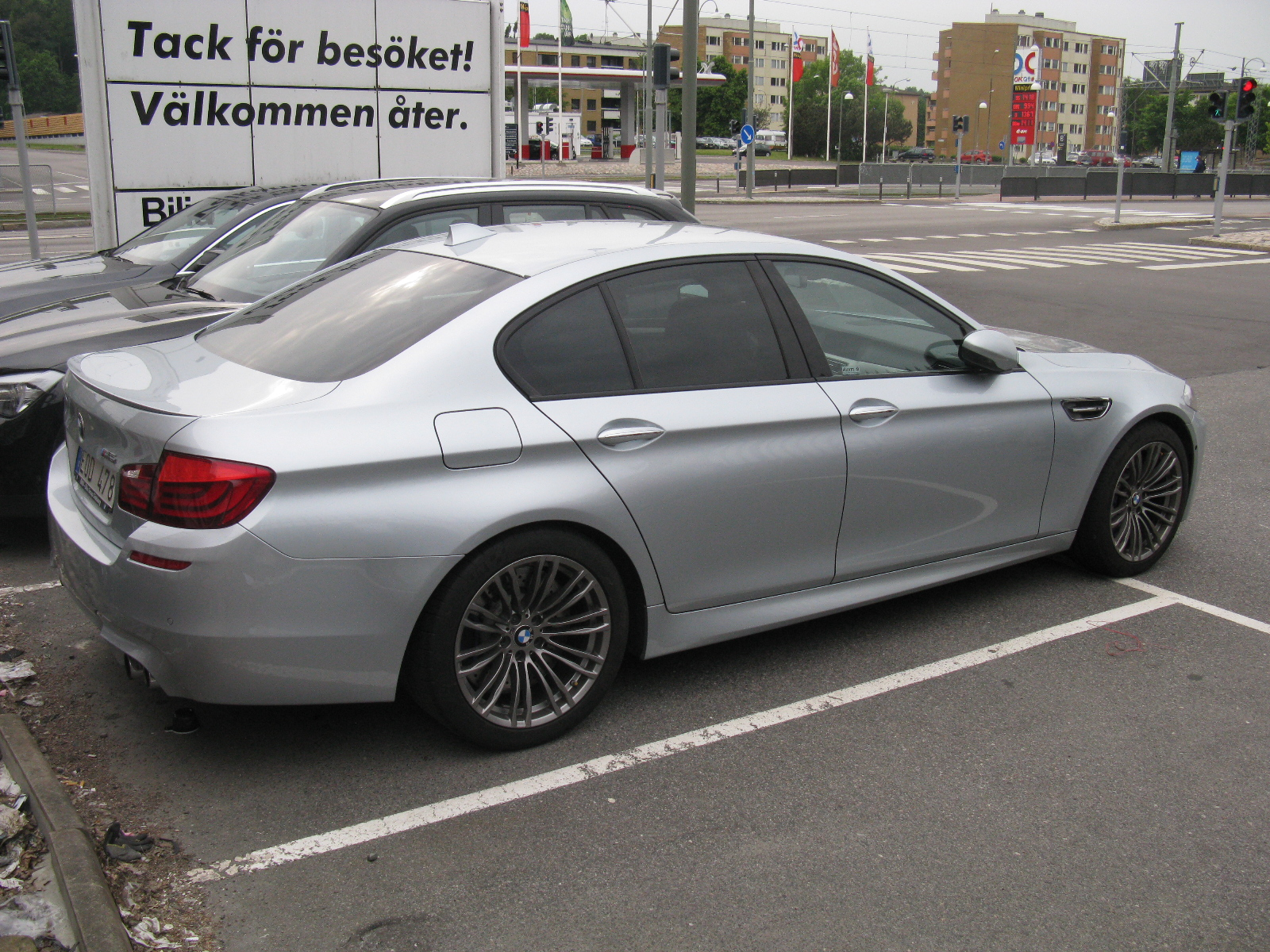
BMW M5 F10

Автомобіль оснащений новим V8 бітурбодвигуном 4,4 л потужістю 560 к.с. і крутним моментом 680 Нм в діапазоні від 1500 до 5750 об/хв. Двигун оснащений двома турбокомпресорами twin-scroll (тиск надуву - 1,5 бар), розташованими в 90-градусному розвалі блоку циліндрів, безпосереднім вприскуванням палива, механізмом регулювання фаз газорозподілу на впуску і випуску, а також запатентованим випускним колектором, в якому вихлопні гази пульсують рівномірно, що гарантує майже повну відсутність затримок на відкриття дроселя. Автомобіль укомплектований преселективною роботизованою коробкою передач M DCT із сімома ступенями, час розгону до сотні становить 4,4 с. Максимальна швидкість обмежена електронікою на рівні 250 км/год. Споряджена маса дорівнює 1870 кг. Схема підвісок не змінилися: спереду встановлені подвійні поперечні важелі, а ззаду - многоричажка Integral-V. Проте інженери відділення M GmbH перенастроїли геометрію, змінили еластокінематіку, збільшили кутову жорсткість конструкції. До всього іншого, встановлені укорочені і жорсткіші пружини, а також активні амортизатори з оригінальною програмою управління. Показники витрати палива у даному авто не надто вражаючі - 15.7 л/100км в межах міста, 10.7 л/100км на шосе і 13.8 л/100км в середньому при механічній коробці та 16.8/11.8/14.7 л/100км при автоматичній.

### Двигуни
- 4.4 L S63T V8 560 к.с. 680 Нм
- 4.4 L S63T V8 575 к.с. 680 Нм (M5 Competition)
- 4.4 L S63T V8 600 к.с. 700 Нм (M5 „30 Jahre M5“)

## F90 M5 (2017-2023)

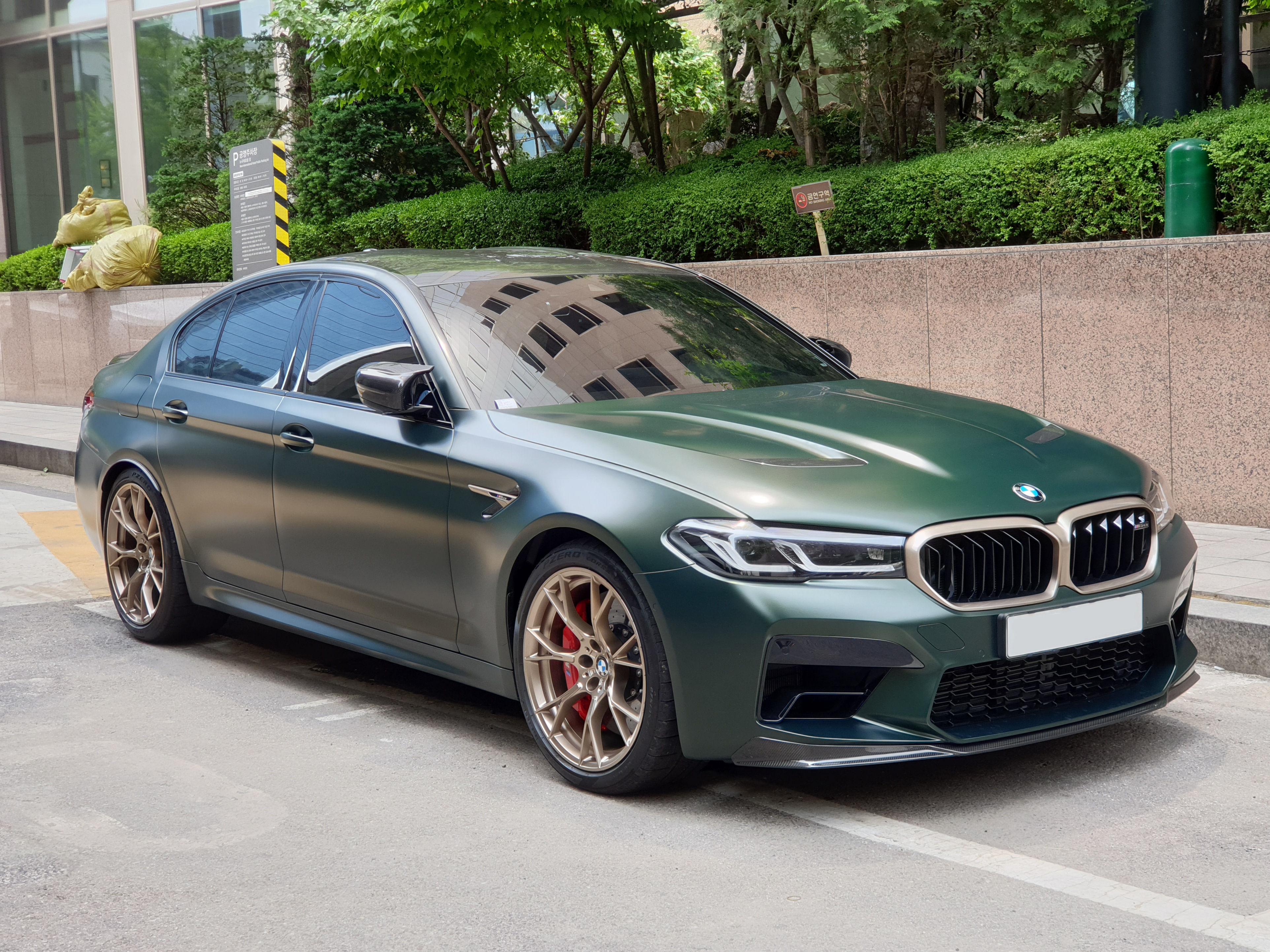
BMW M5 CS

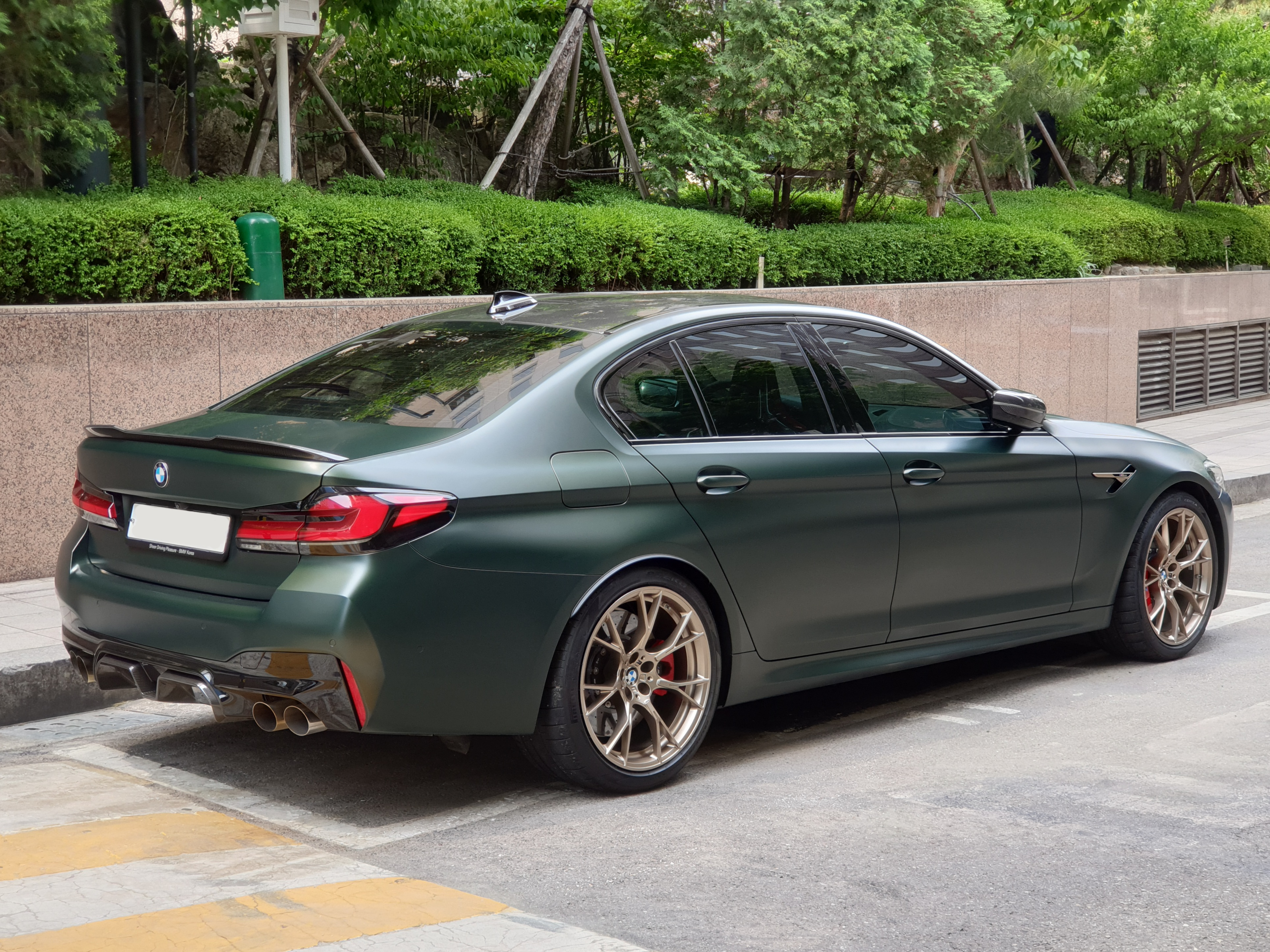
BMW M5 CS

21 серпня 2017 року в Кельні був представлений M5 на базі BMW G30. Його публічна прем'єра відбулася у вересні 2017 року на міжнародному автосалоні у Франкфурті-на-Майні, він буде виготовлятись виключно як седан, починаючи з весни 2018 року з цінами, починаючи з 117 900 євро. При запуску доступно лише 400 примірників "M5 First Edition" вартістю 137 400 євро.
Автомобіль комплектується V8 бітурбодвигуном S63B44Tx 4,4 л потужістю 600 к.с. і крутним моментом 750 Нм в діапазоні 1800-5600 об/хв. На двигун встановили більш продуктивні турбокомпресори twin scroll, підняли тиск уприскування до 350 бар, переробили системи охолодження і змащення, щоб навіть на треку не виникало масляного голодування. З місця до 200 км/год BMW M5 F90 розганяється за 11,1 с. До 100 км/год з місця BMW M5 F90 розганяється за 3,3 секунди.
BMW M5 F90 отримав систему повного приводу M xDrive з електроннокерованою багатодисковою муфтою, що блокує в діапазоні 0-100%. Можна примусово активувати задньопривідний режим. Базовим оснащенням є восьмиступінчаста АКПП (замість колишнього преселективного «робота») і активний задній M-диференціал.
У 2020 році BMW представила оновлений седан M5, який багато що взяв з раніше представленої BMW 5-ї серії.

### Двигуни
- 4.4 L S63B44T4 V8 600 к.с. 750 Нм (M5)
- 4.4 L S63B44T4 V8 625 к.с. 750 Нм (M5 Competition)
- 4.4 L S63B44T4 V8 635 к.с. 750 Нм (M5 CS)

## G90/G99 M5 (з 2024)

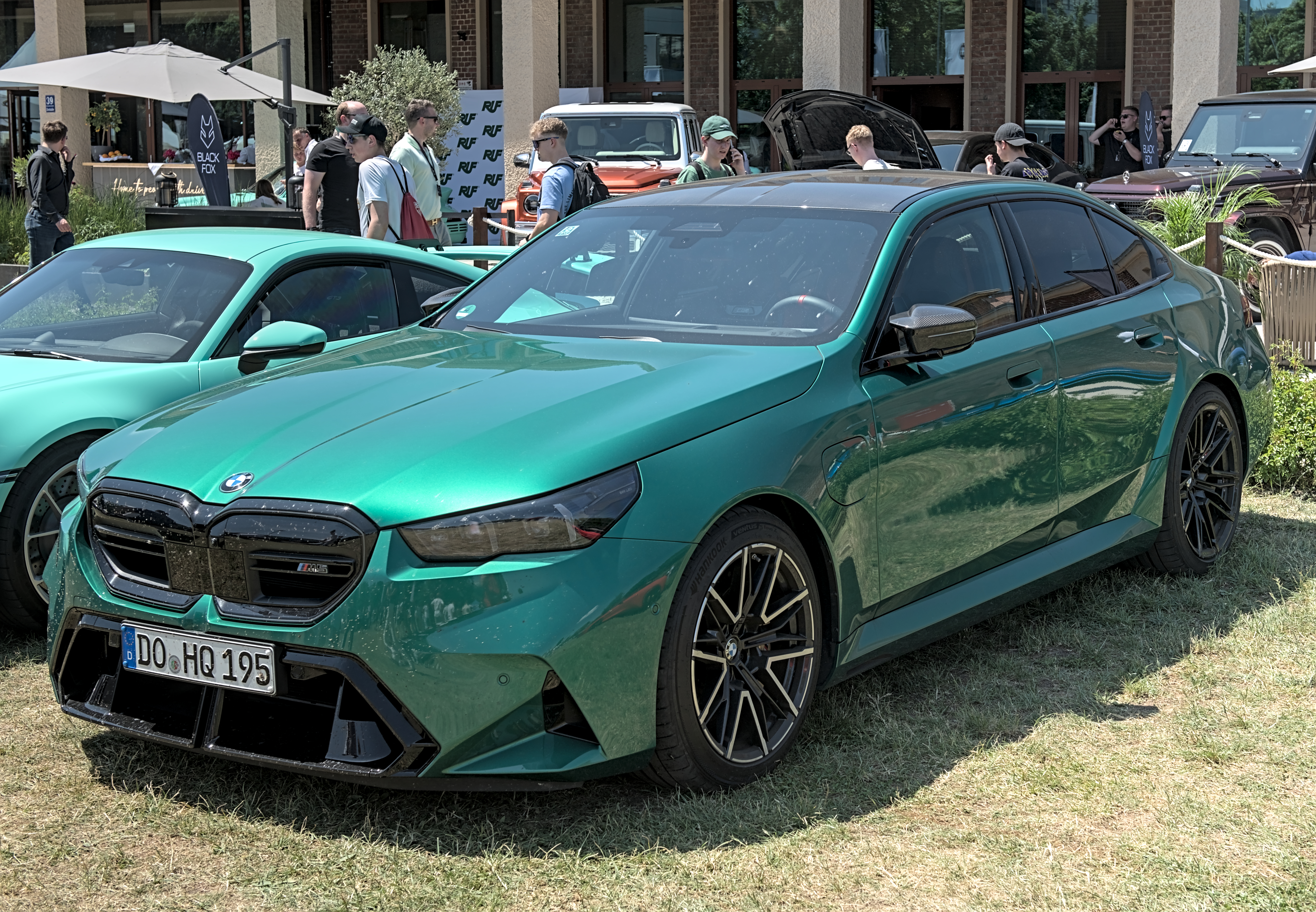
BMW M5 (G90)

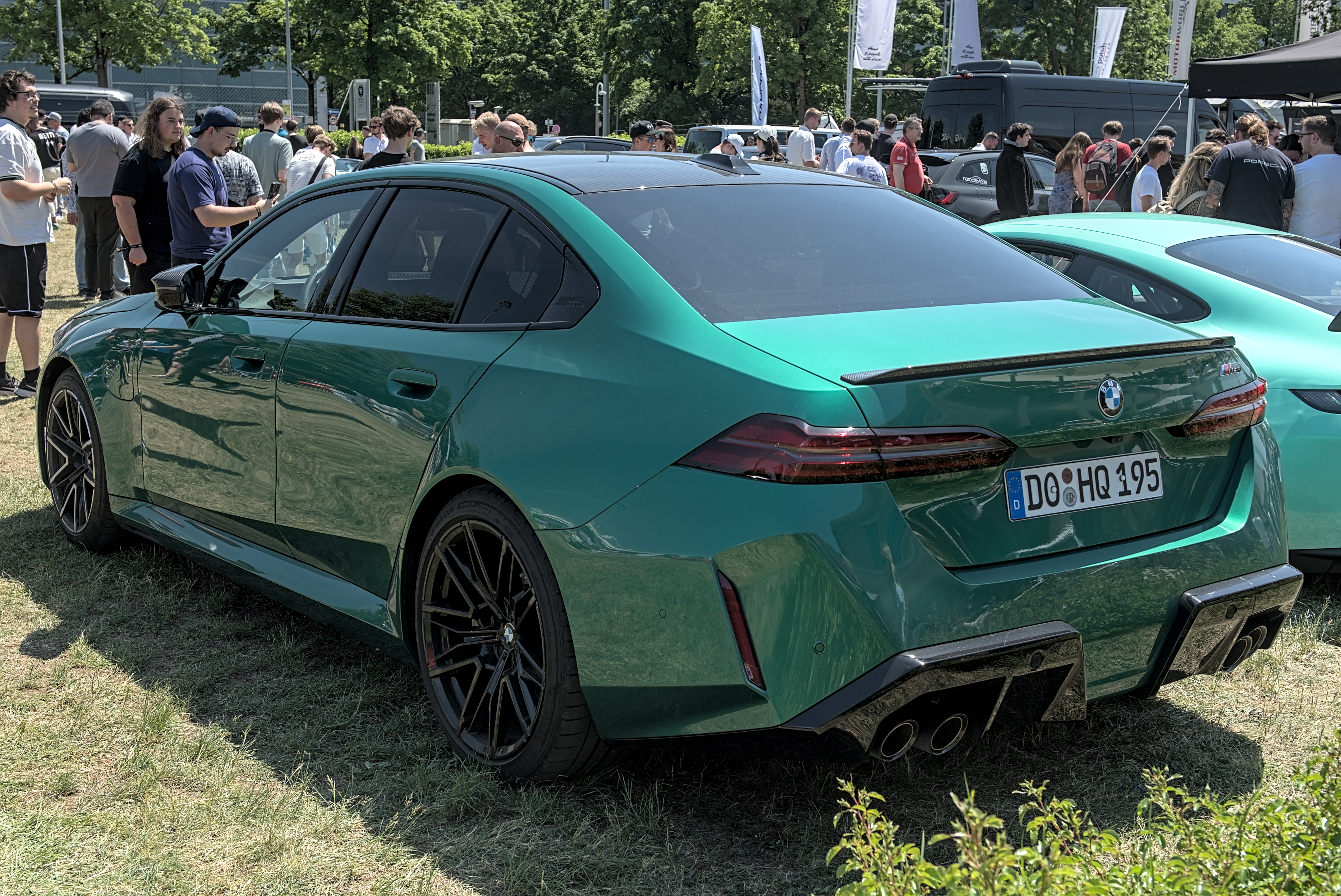
BMW M5 (G90)

В липні 2024 року дебютував седан M5 сьомого покоління (G90), розроблений на основі BMW G60. У середині серпня 2024 року, представлено версію в кузові універсал (G99).
Також повільніше розганяється до 100 кілометрів на годину чим попередник і має масу 2.5 тонн

### Двигун
- 4.4 L S68 V8 twin-turbo + електродвигун 197 к.с. сумарно 727 к.с. 1000 Нм (M5)